# Jalu (Palestyna)
Jalu (arab. يالو) – nieistniejąca już arabska wieś, która była położona w Dystrykcie Ramli w Jordanii. Wieś została wyludniona i zniszczona podczas wojny sześciodniowej, po ataku Sił Obronnych Izraela w dniu 7 czerwca 1967.

## Położenie
Wioska Jalu leżała w górach Judei w pobliżu Sza’ar ha-Gaj. Według danych z 1961 do wsi należały ziemie o powierzchni 14 992 ha. We wsi mieszkało wówczas 1 644 osoby.
| własność gruntów | powierzchnia gruntów (hektary) |
| ---------------- | ------------------------------ |
| Arabowie         | 14 992                         |
| Żydzi            | 0                              |
| publiczne        | brak danych                    |
| Razem            | 14 992                         |

| Rodzaj użytkowanych gruntów | Arabowie (hektary) | Żydzi (hektary) |
| --------------------------- | ------------------ | --------------- |
| uprawy oliwek               | 275                | 0               |
| uprawy nawadniane           | 477                | 0               |
| uprawy zbóż                 | 6 047              | 0               |
| nieużytki                   | 8 394              | 0               |
| zabudowane                  | 74                 | 0               |

## Historia
Protestancki teolog i biblista Edward Robinson utożsamiał wieś Jalu z biblijnym miastem Ajalon położonym w dolinie Ajalon.
Przeprowadzony w 1596 spis powszechny wykazał, że we wsi Jalu mieszkało 38 rodzin muzułmańskich. W okresie panowania Brytyjczyków Jalu była dużą wsią z jednym meczetem i jedną szkołą dla chłopców.
Wioska była położona na wzgórzu położonym w pobliżu strategicznej drogi łączącąj Jerozolimę z nadmorską równiną Szaron i portami na wybrzeżu Morza Śródziemnego. Od samego początku wojny domowej w Mandacie Palestyny na początku grudnia 1947, wieś była wykorzystywana przez arabskie siły Armii Świętej Wojny do atakowania żydowskich konwojów do Jerozolimy. Później ich siły zastąpiła Arabska Armia Wyzwoleńcza. Przeciwdziałając tym atakom, siły żydowskiej organizacji Hagana zaatakowały wieś w dniu 27 grudnia 1947. Wysadzono wówczas w powietrze trzy domy. Na samym początku I wojny izraelsko-arabskiej w maju 1948 wieś zajął jordański Legion Arabski. Izraelczycy wielokrotnie usiłowali atakować wieś, została ona jednak w rękach jordańskich i po wojnie znalazła się w Jordanii.
W 1967 we wsi znajdowały się dwie szkoły. W szkole dla chłopców uczyło się 266 uczniów, a w szkole dla dziewcząt uczyło się 178 uczennic. Podczas wojny sześciodniowej w dniu 7 czerwca 1967 do wsi wjechał izraelski oddział. Wszyscy mieszkańcy zostali zmuszeni do opuszczenia wioski i udali się w kierunku Ramallah. Izraelczycy wysadzili wszystkie domy wioski. Po wojnie cały obszar wszedł w granice Izraela..

## Miejsce obecnie
Obecnie w miejscu tym znajduje się Park Narodowy Kanada, a grunty rolne użytkuje powstały w 1970 moszaw Mewo Choron.